# Petre Borilă

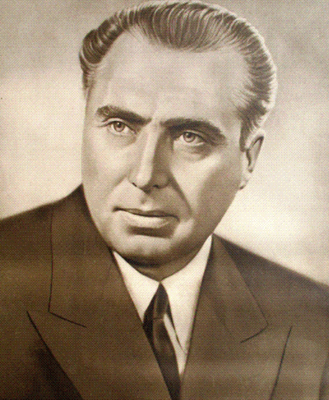
Petre Borilă

Petre Borilă (Geburtsname: Iordan Drăgan Rusev; * 13. Februar 1906 in Silistra, Bulgarien; † 2. Januar 1973 in Bukarest) war ein rumänischer Politiker der Rumänischen Kommunistischen Partei PMR (Partidul Muncitoresc Român) und ab 1965 PCR (Partidul Comunist Român), der unter anderem zwischen 1952 und 1965 Mitglied des Politbüros des Zentralkomitees (ZK) der PMR war. Er war ferner Generalleutnant und mehrmals Minister sowie Vize-Ministerpräsident und Erster Vize-Ministerpräsident in verschiedenen Regierungen der Volksrepublik Rumänien.

## Leben

### Parteifunktionär, Spanischer Bürgerkrieg und Zweiter Weltkrieg
Borilă war nach dem Schulbesuch als Elektromechaniker tätig und trat 1922 der Union junger Kommunisten UTCdR (Uniunea Tineretului Comunist din România) bei. 1924 wurde er Mitglied der damaligen Kommunistischen Partei PCR (Partidul Comunist din România) und war zeitweilig Sekretär des Regionalkomitees Dobragea. Wegen seiner politischen Tätigkeit wurde er zwei Mal verhaftet, und zwar zum ersten Mal für einen Monat in Sofia sowie für drei Monate in Košice.
Er nahm am Spanischen Bürgerkrieg teil und war dort 1937 politischer und militärischer Repräsentant des rumänischen Freiwilligenkontingents bei den Internationalen Brigaden. Während des Zweiten Weltkrieges befand er sich in der Sowjetunion und nahm von Moskau aus an verschiedenen militärischen und politischen Aktionen teil. Er gehörte zu den Mitgründern der Freiwilligendivision „Tudor Vladimirescu“ und fungierte als deren stellvertretender Politkommissar.

### Abgeordneter und Minister
Auf dem sechsten Parteitag der PMR vom 21. bis 23. Februar 1948 wurde Borilă erstmals zum Mitglied des ZK der PMR gewählt und gehörte diesem mehr als 21 Jahre lang bis zum 12. August 1969 an. 1948 wurde er erstmals Mitglied der Großen Nationalversammlung (Marea Adunare Națională) und vertrat dort kurze Zeit den Wahlkreis Bukarest. Zugleich war er vom 7. Februar 1949 bis zum 20. März 1950 Vizeminister für Verteidigung.
Zugleich war er zwischen dem 24. Januar 1950 und dem 20. August 1953 auch Mitglied des Organisationsbüros des ZK. Am 20. März 1950 wurde er Minister für Bauwesen (Ministrul Construcțiilor) in der Regierung von Ministerpräsident Petru Groza. Im Rahmen einer Regierungsumbildung übernahm er anschließend am 2. März 1951 das Amt des Präsidenten der Staatlichen Kontrollkommission (Comisiei Controlului de Stat) und behielt diese Funktion auch in der Regierung von Grozas Nachfolger als Ministerpräsident, Gheorghe Gheorghiu-Dej, bis zum 17. Oktober 1953.

### Vize-Ministerpräsident und Mitglied des Politbüros

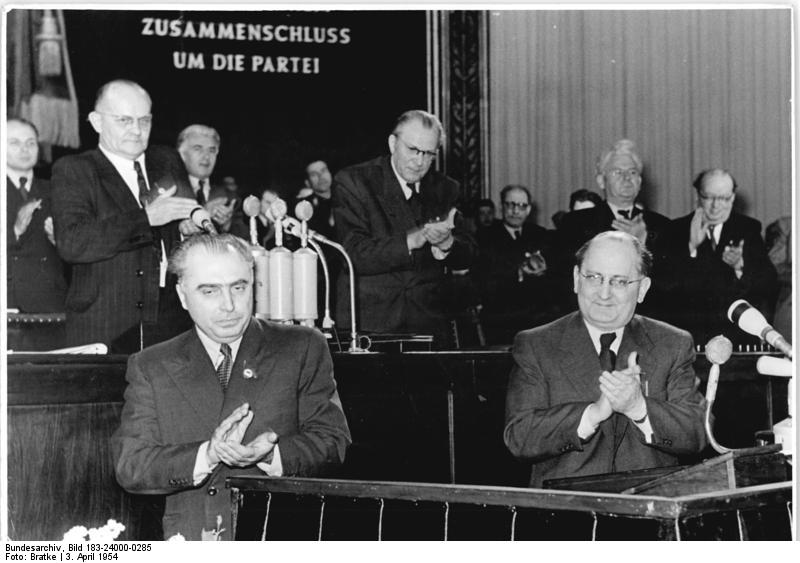
Petre Borilă (vorne links) als Vertreter Rumäniens auf dem IV. Parteitag der SED (3. April 1954)

Auf einem Plenum des ZK der PMR am 27. Mai 1952 wurde Borilă, der auch Absolvent der Parteihochschule war, Mitglied des Politbüros des ZK und gehörte diesem bis zum 23. Juli 1965 an. 1952 wurde er wieder Mitglied der Großen Nationalversammlung und vertrat dort bis 1957 den Wahlkreis Stalin-Vest sowie anschließend zwischen 1957 und 1965 den Wahlkreis Steagul Roșu und zuletzt von 1965 bis 1969 den Wahlkreis Nr. 1 Steagul Roșu. Zugleich war er vom 17. Oktober 1953 bis zum 3. Oktober 1955 Minister für die Lebensmittelindustrie (Ministrul Industriei Alimentare) und des Weiteren vom 20. August 1954 bis zum 3. Oktober 1955 auch Vizepräsident des Ministerrates. Am 17. August 1954 wurde er als Generalleutnant aus dem aktiven militärischen Dienst der Streitkräfte (Armata Română) entlassen.
Am 3. Oktober 1955 wurde Borilă Erster Vizepräsident des Ministerrates in der Regierung von Ministerpräsident Chivu Stoica sowie anschließend vom 19. März 1957 bis zum 18. März 1965 in den Regierungen Stoica sowie von Ion Gheorghe Maurer wieder Vizepräsident des Ministerrates. Nach seinem Ausscheiden aus dem Ministerrat wurde er am 19. März 1965 Mitglied des Staatsrates (Consiliului de Stat) und in dieser Funktion am 9. Dezember 1967 bestätigt.
Nach seinem Ausscheiden aus dem Politbüro wurde er zuletzt auf dem neunten Parteitag der PCR vom 19. bis 24. Juli 1965 zum Mitglied des Exekutivkomitees des ZK der PCR gewählt und gehörte diesem bis zum 12. August 1969 an. Zuletzt fungierte er als Sekretär des Parteikomitees der PCR im Kreis Constanța.

### Ehrungen und Auszeichnungen
Für seine langjährigen Verdienste wurde Borilă mehrfach ausgezeichnet und erhielt unter anderem 1956 den Titel Held der sozialistischen Arbeit (Erou al Muncii Socialiste), 1956 die Goldene Medaille „Sichel und Hammer“ (Medalia de aur secera și ciocanul), den Stern der Volksrepublik Rumänien Erster Klasse (Ordinul Steaua Republicii Populare Române), den Orden für die Verteidigung des Vaterlandes Erster Klasse (Apărarea Patriei), 1959 den Orden der Arbeit Zweiter Klasse (Ordinul Muncii), 1959 den Orden 23. August Erster Klasse (Ordinul 23. August), 1961 die Medaille 40. Jahrestag der Gründung der Rumänischen Kommunistischen Partei (Medalia jubilară 40 de ani de la înfiinţarea Partidului Comunist Român), 1964 die Medaille zum 20. Jahrestag des befreiten Vaterlandes (Medalia A XX-a aniversare a eliberării patriei), 1964 die Medaille zum 20. Jahrestag der Gründung der Streitkräfte der Sozialistischen Republik Rumänien (Medalia A XX-a aniversare a Zilei Armatei Republicii Socialiste România) sowie zuletzt 1966 den Orden Tudor Vladimirescu Erster Klasse (Ordinul Tudor Vladimirescu).